# Битва при Замі

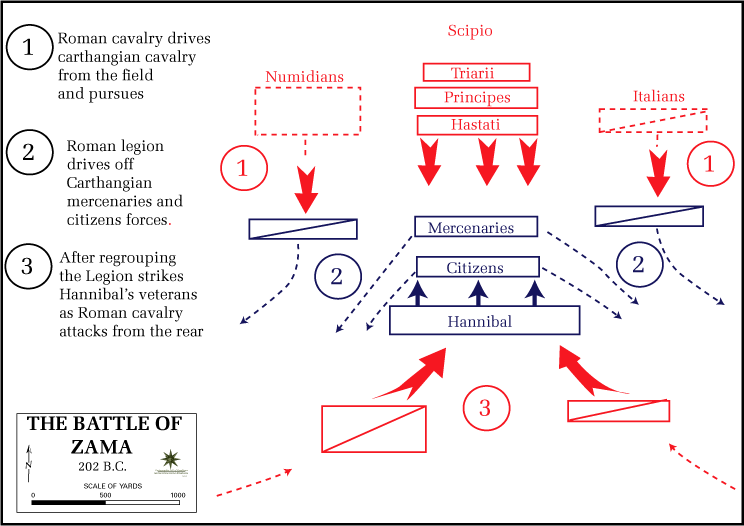
План битви при Замі

Би́тва при За́мі — битва між військами Карфагену та Римської республіки, що сталася у жовтні 202 до н. е. Точне місце невідоме, десь недалеко від Карфагена, сучасний Туніс. Остання і вирішальна битва Другої Пунічної війни, перемога римського війська на чолі зі Сципіоном Африканським над карфагенським військом Ганнібала. Єдина битва Другої Пунічної війни, у якій Ганнібал зазнав поразки.

## Хід битви
У 202 році до н. е. біля Зами відбулася генеральна битва. Сципіон побудував свою армію не суцільним фронтом, а загонами, між якими були залишені проходи, по яких у разі потреби могли йти бойові слони. На лівому фланзі під командуванням Лелія він помістив італійських вершників, на правому — нумідійську кінноту Масинісси. Проходи між загонами тяжкоозброєних піхотинців він заповнив легкоозброєними солдатами, які повинні були при появі слонів втекти в тил або прилучитися до найближчих загонів. Тварини, рухаючись по цих живих коридорах, потрапили б під перехресний обстріл дротиками.
Ганнібал перед своїми військами поставив 80 слонів, за ними допоміжні загони лігурів, галлів, балеарів і маврів, в другому ряду — карфагенян, лівійців і невелику групу македонців, яких нарешті прислав на допомогу Філіпп Македонський, за ними — загони італіків, переважно брутіїв, вимушених назавжди покинути рідну землю і, нарешті, на правому фланзі карфагенську, а на лівому — нумідійськую кінноту.
Битва почалася з того, що римляни своїм криком, сигналами труб і ріжків перелякали слонів, і вони, вже у котрий раз, обернулися проти своїх, головним чином проти маврів, що стояли на лівому фланзі, і нумідійців. Туди ж направив свій удар і Массинісса. Ті нечисленні тварини, які спрямувалися на ворога, потрапили під удари римських дротиків і врешті-решт повернули направо, проти вершників Карфагена, куди посунув свою кінноту і Леллій.
Оскільки на стороні римлян тепер билися нумідійці, то Магон, командир кінноти Карфагена, вирішив відступити, і заманити ворожих вершників подалі від місця битви, зрівнявши сили сторін. Другий ряд карфагенян спробували обійти римлян з флангів. Після цього римський натиск дещо ослабнув, і тоді Сципіон, прибравши поранених, ввів в справу тріаріїв, тобто основні резерви.

## Наслідки
Битва поновилася, а тим часом Леллій і Массинісса, які розбили пунійську кавалерію, зуміли зібратися і напали на піхоту Карфагена з тилу — карфагеняни побігли. У цьому бою загинуло більше 20000 карфагенян і їх союзників, стільки ж потрапило в полон. Римляни втратили трохи більше 1500 чоловік. Сам Ганнібал з невеликим загоном вершників втік в Гадрумет.